# Campeonato Sergipano de Futebol de 1960
O Campeonato Sergipano de Futebol de 1960 foi a 37º edição da divisão principal do campeonato estadual de Sergipe. O campeão foi o Santa Cruz que conquistou seu 5º e último título na história da competição.

## Premiação
| Campeonato Sergipano de 1960        |
| Estância                            |
| ----------------------------------- |
| Santa Cruz Pentacampeão (5º título) |